# Tasgius ater
Tasgius ater is een keversoort uit de familie Staphylinidae. Hij komt voor in zowel in bossen als in open gebieden. Hij heeft een lengte van 15 tot 20 mm.